# Alsodes coppingeri
Alsodes coppingeri es una especie de anfibio anuro de la familia Alsodidae.

## Distribución geográfica
Esta especie se encuentra en Puerto Riofrío, en la costa sur de Chile, en algunas localidades en el sureste de Chile (Puerto Yungay, Canal Michel, Caleta Tortel y Caleta Lever) y en algunas localidades cercanas al Lago del Desierto en el Departamento de Santa Cruz, Argentina. 

## Etimología
Esta especie lleva el nombre en honor a Richard William Coppinger.

## Taxonomía
Lynch colocó esta especie en sinonimia con Alsodes monticola en 1968, lo que continúa siendo observado por la UICN, pero en 2008 Formas et al lo restauraron a su estado completo.

## Publicación original
- Günther, 1881: Reptiles, Batrachians and Fishes collected during the survey of H.M.S. Alert on the coast of Patagonia. Proceedings of the Zoological Society of London, vol. 1881, p. 18-52[5]